# Poimenesperus elseni
Poimenesperus elseni är en skalbaggsart som beskrevs av Stefan von Breuning 1971. Poimenesperus elseni ingår i släktet Poimenesperus och familjen långhorningar. Inga underarter finns listade i Catalogue of Life.